# Heliosciurus undulatus
Heliosciurus undulatus — вид гризунів родини Sciuridae, що мешкає у Східній Африці.

## Характеристики
H. undulatus велика вивірка роду, що досягає середньої довжини голови й тулуба приблизно від 23,5 до 25,5 сантиметра, довжини хвоста приблизно від 27 до 28 сантиметрів та ваги близько 320 грамів. Задні лапи мають довжину приблизно 5,6 міліметра, а вуха — від 17 до 19 міліметрів. Хутро на спині тварин від сірого до піщано-коричневого кольору. Окремі волоски мають чорні та помаранчеві смуги з білою прикінцевою ділянкою. Низ тіла від світло-біло-сірого до вохристого кольору. Хвіст становить 120 % довжини голови й тулуба. Він тонкий і має від 10 до 14 темних і світлих, легко впізнаваних кілець, що чергуються. Забарвлення морди та ніг відповідає забарвленню спини, з рідкісними світло-сірими або охристими відблисками. Інтенсивність забарвлення спини варіюється залежно від регіону; на більших висотах тварини темніші, на півночі ареалу вони дещо блідіші, а на півдні вони більш сірі та дещо тьмянішого забарвлення.

## Спосіб життя
H. undulatus живе переважно в низовинах, переважно в прибережних лісах та лісистих районах вздовж річок, але її також можна зустріти поза піком сезону. На Кіліманджаро її зафіксовано на висотах нижче 2000 метрів, де вона мешкає в лісових районах та заростях. Про її екологію та спосіб життя доступно мало інформації. Вид всеїдний і харчується переважно фруктами, пальмовими плодами, насінням, листям, бруньками та комахами. Гніздиться в дуплах дерев у стовбурах та товстіших гілках.